# 용인 이씨
용인 이씨(龍仁李氏)는 경기도 용인시를 본관으로 하는 한국의 성씨이다.

## 역사
용인이씨(龍仁李氏)의 시조 이길권(李吉卷)은 용구(龍駒)의 토호(土豪)로서 고려조(高麗朝)에 삼한벽상공신(三韓壁上功臣) 삼중대광(三重大匡) 태사(太師)에 책록되었고, 구성백(駒城伯)에 봉해졌다.
14세손 이중인(李中仁) 선대 산소들이 모두 실전되었고, 이중인의 아들 이사위(李士渭)가 공민왕조에 과거에 급제하여 개성 유후(開城留後)에 이르자, 홍복도감 판관(弘福都監判官) 이중인(李中仁)을 중시조로 한다.

## 인물
- 이일(李鎰) : 선조조 순변사
- 이세백(李世白) : 숙종조 좌의정
- 이의현(李宜顯) : 이세백의 아들. 영조조 영의정 이수린
- 이보혁(李普赫) : 영조조에 이인좌의 난을 토평하고 호조판서를 지냈다.
- 이의철(李宜哲) : 영조조 예조판서·대제학
- 이숭우(李崇祐) : 정조조 대사헌·형조판서
- 이재협(李在協) : 정조조 영의정
- 이재간(李在簡) : 정조조 판의금부사
- 이재학(李在學) : 정조조 형조·병조판서
- 이삼현(李參鉉) : 철종조 예조판서
- 이원명(李源命) : 고종조 이조판서

## 본관
용인(龍仁)은 경기도 용인시의 지명이다.
백제의 멸오현(滅烏縣)이었다가 475년(고구려 장수왕 63)에 구성현(駒城縣)이라 불렸다. 757년(신라 경덕왕 16)에 거칠현(巨漆縣)으로 이름을 바꾸고 한주(漢州)의 관할에 들었다. 940년(고려 태조 23)에 용구현(龍駒縣)으로 개칭했으며, 1018년(현종 9)에 광주(廣州)의 속현으로 병합되었으나 1172년(명종 2)에 감무를 둠으로써 독립하였다가 뒤에 현으로 승격하였다. 한편, 수원부(水原府)의 처인부곡(處仁部曲)은 1397년(태조 6) 처인현(處仁縣)으로 개편되었다.
1413년(태종 13) 용구현(龍句縣)과 처인현(處仁縣)을 합하여 용인(龍仁)으로 고쳤다. 1896년 경기도 용인군이 되었다가 1996년 용인시로 승격되었다.